# 센텀시티역
센텀시티(벡스코·법무법인 대륜)역(Centum City station, 센텀시티驛)은 부산광역시 해운대구 우동에 위치한 부산 도시철도 2호선의 지하철역이다.
벡스코는 벡스코역보다 이 역에서 가깝고 연결통로도 있으며, 이 역의 부역명인 벡스코는 벡스코역과 관련이 없다. 수영강 하저터널로 민락역과 연결된다.

## 특징
센텀역 교차로에 역이 있다. 이 역과 민락역 구간은 수영강 하저 터널로 연결된다. 역 인근에 벡스코와 신세계백화점 센텀시티점, 롯데백화점 센텀시티점, 홈플러스 센텀시티점, 부산 올림픽공원 등이 있다. 개통 당시에는 이 역 주변에 아무것도 없어서 이용객이 매우 적었으나, 개통 이후 이 역 주변에 센텀시티 신도시가 꾸준히 개발되면서 이용률이 압도적으로 증가하였다.

## 역사
- 2002년 8월 29일: 부산 도시철도 2호선 개통과 함께 영업 개시
- 2009년 1월 10일: 부역명 BEXCO·신세계 표기
- 2016년 11월 21일[1]: 부역명을 벡스코·법무법인 대륜으로 변경[2]

## 역 구조
2면 2선식의 상대식 승강장이 있는 지하역이다. 스크린도어가 설치되어 있다. 반대편 승강장으로 이동이 불가능하다.

### 승강장
| 벡스코 ↑ |
| \| 상    |
| ↓ 민락   |

| 상행 | ● 부산 도시철도 2호선 | 동백,해운대, 중동, 장산 방면       |
| 하행 | ● 부산 도시철도 2호선 | 수영·서면·사상·덕천·호포·양산 방면 |

## 역 주변
인근에 센텀시티, 부산전시컨벤션센터(BEXCO), 롯데백화점·홈플러스·신세계백화점 센텀시티점, 키자니아 부산 등이 있다.
- 센텀시티
- 부산전시컨벤션센터(BEXCO)
- 롯데백화점 센텀시티점
  - 교보문고 센텀시티점
- 홈플러스 센텀시티점
- 신세계백화점 센텀시티
  - 일렉트로마트 센텀점
  - 반디앤루니스 신세계센텀시티점
- 동해선 벡스코역
- 부산시립미술관
- 키자니아 부산
- 요트경기장
- 올림픽 동산
- 수영 1호교
- KNN (구 PSB 부산방송)
- 동서학원 R&D 센터 (동서대학교, 경남정보대학교)
- 영화의전당
- 영화진흥위원회
- 한국청소년상담복지개발원

## 승차량 변동
개통 당시에는 센텀시티역 주변에 아무것도 없어서 이용객이 매우 적었으나, 센텀시티와 해운대 신시가지의 개발로 역 주변 인구가 늘어나면서, 개통 당시와 현재의 하루 평균 이용객을 비교하면 크게 증가하였다.
| 역 노선 | 승차 인원 | 승차 인원 | 승차 인원 | 승차 인원 | 승차 인원 | 승차 인원 | 승차 인원 | 승차 인원 | 승차 인원 | 승차 인원 | 승차 인원 | 승차 인원 | 승차 인원 | 승차 인원 | 승차 인원 | 주 석 |
| 역 노선 | 2002년    | 2003년    | 2004년    | 2005년    | 2006년    | 2007년    | 2008년    | 2009년    | 2010년    | 2011년    | 2012년    | 2013년    | 2014년    | 2015년    | 2016년    | 주 석 |
| ------- | --------- | --------- | --------- | --------- | --------- | --------- | --------- | --------- | --------- | --------- | --------- | --------- | --------- | --------- | --------- | ----- |
| 2호선   | 596       | 2334      | 2411      | 2561      | 3716      | 4913      | 7072      | 12129     | 14610     | 16342     | 18251     | 19841     | 20572     | 20273     |           | [ 3 ] |

## 인접한 역
| 부산 도시철도 2호선  | 부산 도시철도 2호선   | 부산 도시철도 2호선 |
| -------------------- | --------------------- | ------------------- |
| 205 벡스코 장산 방면 | ● 부산 도시철도 2호선 | 207 민락 양산 방면  |